# Z19/20次列車
Z19/20次列車（中国語: Z19/20次列车）とは、中華人民共和国の首都北京と陝西省省都西安市との間で運行されている。中国鉄路総公司西安鉄路局が運行する優等列車である。

## 概要
Z19/20次列車では、長春製の中国国鉄25T型客車が使用されている。その走行距離は1,200kmに及び、経路はほぼ京広線、隴海線。

## 歴史
2004年4月18日、中国国鉄は第五次大提速（ダイヤ改正）を行い、北京～西安間の旅客列車が正式に運行を開始した。列車番号はZ19/20次である。

## 列車編成
Z19/20次列車の編成は18輛編成で、軟臥車（1等寝台車）13輛、硬臥車（2等寝台車）3輛、高級軟臥車（特等寝台車）、食堂車各1輛である。

### 牽引機
| 区間                   | 北京西↔西安                       |
| 機関車 所属 機関士所属 | HXD3D型 西安鉄路局西安機務段 西安 |

### 客車
| 運行区間   | 北京西↔西安                | 北京西↔西安                | 北京西↔西安                | 北京西↔西安  | 北京西↔西安                     | 北京西↔西安                |
| 号車番号   | 1-2                        | 3-5                        | 6-9                        | 10           | 11                              | 12-18                      |
| 車輛の種類 | RW25T 軟臥車 （1等寝台車） | YW25T 硬臥車 （2等寝台車） | RW25T 軟臥車 （1等寝台車） | CA25T 食堂車 | RW19T 高級軟臥車 （特等寝台車） | RW25T 軟臥車 （1等寝台車） |

## 時刻表
| Z19次 （西安行き） | Z19次 （西安行き） | Z19次 （西安行き） | 停車駅 | Z20次 （北京行き） | Z20次 （北京行き） | Z20次 （北京行き） |
| 走行距離           | 到着時間           | 出発時間           |        | 到着時間           | 出発時間           | 走行距離           |
| ------------------ | ------------------ | ------------------ | ------ | ------------------ | ------------------ | ------------------ |
| 0                  | —                  | 20:41              | 北京西 | 07:00              | —                  | 1200               |
| 1200               | 08:15              | —                  | 西安   | —                  | 19:30              | 0                  |

## 脚註
1. ↑  铁路第五次大提速 本网独家推出最新时刻表